# パリ・ラ・ヴィレット国立建築学校
パリ・ラ・ヴィレット国立建築学校（パリ・ラ・ヴィレットこくりつけんちくがっこう、仏：École nationale supérieure d'architecture de Paris-La Villette、英：National Higher Architecture School of Paris-La Villette、略称ENSAPLV）は、フランスのパリ19区ラ・ヴィレット地区に位置する建築専門の大学である。別名（フランス）国立パリ建築学校ラ・ヴィレット校。
フランス文化省管轄のパリの4つの国立建築学校（ラ・ヴィレット校、ヴァル・ド・セーヌ校、ベルヴィル校、マラケ校）の中で最大規模かつ最大留学生数を有し、フランス現代建築の巨匠ドミニク・ペローの出身校として、フランス国内の建築専門大学（23校）の中でもトップクラスの名門校である。

## 歴史
17世紀のフランス王立アカデミーの付属学校を起源とする国立の美術学校（エコール・デ・ボザール：絵画・彫刻・建築部門）の部門分離・再編により、1969年に建築専門の国立高等教育機関として、 パリ・ラ・ヴィレット国立建築学校（ENSAPLV）が設立された。

## 専攻
- 建築学
- 芸術学・舞台美術
- 建築デザイン
- 都市デザイン
- ランドスケープ

学生数は約2,300人で、グローバル教育を掲げ、フランス国内だけではなく、北米/南米、アジア、中近東、アフリカからの交換留学や国際ワークショップを活発に行っている。

## 主な出身者
- ドミニク・ペロー - フランス現代建築の巨匠、世界的な建築家
- Françoise Fromonot
- Marine Miroux
- 土居義岳
- 山本麻子

## 日本の学生交流協定校
- 東京工業大学
- 筑波大学
- 早稲田大学
- 明治大学
- 京都大学
- 京都工芸繊維大学
- 九州大学